# Lorüns
Lorüns é um município da Áustria, situado no distrito de Bludenz, na estado de Vorarlberg. Tem 8,35 km² de área e sua população em 2019 foi estimada em 296 habitantes.